# Edmund Newton Harvey
Edmund Newton Harvey (Filadelfia, 25 de noviembre de 1887- Woods Hole, 21 de julio de 1959) fue un zoólogo, y biólogo marino estadounidense, especialista en temas relacionados con la bioluminiscencia.

## Biografía
En 1909, se graduó en la Universidad de Pensilvania, continuando con sus estudios en el área de la zoología, en la Universidad de Columbia donde obtuvo uno de sus primeros empleos. Allí se desempeñó como docente e investigador, analizando la estructura de diversos organismos que desarrollan o presentan bioluminiscencia.
Su primera investigación en este campo, se inició con una expedición realizada a Great Barrier Reef en Australia, en 1913.
La mayoría de sus estudios se basaron en colecta de especies y viajes extensos, en los cuales pudo traer consigo diversos ejemplares que le permitieron estudiar y profundizar en el mecanismo de bioluminiscencia, a efectos de explicar esta propiedad.

## Estudios
Desde 1911 hasta su jubilación en 1956, profesor en la Universidad de Princeton, convirtiéndose en titular del "Profesorado HF Osborn" en 1933. A través de sus investigaciones, encontró que la luciferina y la luciferasa de diferentes especies, eran específicas para cada tipo, y que esa característica era una prueba de la evolución de estas especies, las cuales desarrollaban una clase determinada de enzima y sustrato para adaptarse al ambiente en el cual habitan.

## Reconocimientos
Fue galardonado con varios premios científicos, entre ellos el Premio Rumford, en 1947.
- American Philosophical Society
- American Society of Naturalists
- American Society of Zoologists
- National Academy of Sciences
- National Research Council
- New York Academy of Sciences
- Philadelphia Academy of Natural Sciences

## Aportes a la ciencia
- Fundador del "Journal of Cellular and Comparative Physiology".

- Describió y nombró dos tipos diferentes de bacterias: Achromobacter harveyi y Vibrio harveyi.

- Fue pionero en realizar estudios de fisiología celular, y mecanismos bioquímicos.[5]

## Algunas publicaciones
- 1980. History of Luminescence from the Earliest Times Until 1900. Memoirs Series 44. Edición ilustrada de 	Am. Philosophical Soc. 692 pp.

- 1965. Living Light. Ed. ilustrada de Hafner Press, 328 pp. ISBN 0-02-845780-3, ISBN 978-0-02-845780-2

- 1944. Review of Bioluminescence. Reimpreso, 22 pp.

## Abreviatura (zoología)
La abreviatura Harvey  se emplea para indicar a Edmund Newton Harvey como autoridad en la descripción y taxonomía en zoología.